# 蕭至忠
蕭 至忠（しょう しちゅう、生年不詳 - 713年）は、唐代の官僚・政治家。本貫は雍州長安県。

## 経歴
相王府兵曹参軍の蕭安節（蕭徳言の子の蕭沈の子）の子にあたる。若くして仕官して伊闕県尉・洛陽県尉を歴任し、清廉謹直で知られた。監察御史となり、鳳閣侍郎の蘇味道が不正に財産を蓄えた罪を弾劾した。神龍元年（705年）、武三思が政権を握ると、至忠はかれについて、吏部員外郎から御史中丞に抜擢された。祝欽明・竇希玠・李承嘉らを弾劾して罪に落とした。御史中丞を兼ねたまま、吏部侍郎に転じた。武三思の勢力をたのんで、官吏の選抜をつかさどって憚ることなく、威勢を振るった。ほどなく中書侍郎となり、中書令を兼ねた。
神龍3年（707年）7月、節愍太子李重俊が武三思を殺害した後、至忠は武三思の仲間であった宗楚客や紀処訥とともに侍御史の冉祖雍を使嗾して、安国相王李旦や太平公主が李重俊とともに挙兵を図っていたと上奏させた。中宗が召し出して至忠にそのことを調べるよう命じると、至忠は冉祖雍らの上奏はみな嘘だと泣いて述べたので、中宗は追及をやめた。9月、至忠は黄門侍郎・同中書門下平章事（宰相）に上った。至忠は上疏して時政を述べ、宰相以下の諸司の長官の子弟に外任の官を授けるよう求めたが、聞き入れられなかった。
景龍3年（709年）、至忠は修国史のまま、韋巨源に代わって侍中となった。ほどなく中書令に転じた。ときに宗楚客と紀処訥が朋党を結び、韋巨源・楊再思・李嶠らは保身を図って匡正することができなかった。至忠はそのあいだに立って、正道を守ったので、当時の世論に支持された。中宗もまた「諸宰相中、至忠が最もわたしをいつくしんでいる」と評した。韋皇后が亡き弟の韋洵と至忠の亡き娘を冥婚合葬させた。唐隆元年（710年）、韋皇后が敗れると、至忠は墓を暴き、その娘の柩を持って帰ったので、当時の人に非難された。
景雲元年（同年）、睿宗が即位すると、至忠は晋州刺史として出され、有能で知られた。韋皇后が殺されたとき、至忠の息子のひとりが千牛に任じられており、乱兵のために殺されていた。太平公主は至忠がこの恨みを抱いていたことを利用して、中央に返り咲きたいという願いもかなえてやり、謀議をともにする仲となった。至忠は長安に召還されて刑部尚書・右御史大夫に任じられ、吏部尚書に転じた。先天2年（713年）、再び中書令となり、酇国公に封じられた。この年、至忠は竇懐貞・魏知古・崔湜・陸象先・柳沖・徐堅・劉知幾らとともに『姓族系録』200巻の編纂に参与して完成させた。
ほどなく至忠は竇懐貞・岑羲・李晋・薛稷・賈膺福・常元楷・李慈らとともに太平公主の反乱計画に加担して事が漏れ、山寺に逃れたが、数日後に捕らえられて殺害され、その財産を没収された。

## 伝記資料
- 『旧唐書』巻92 列伝第42
- 『新唐書』巻123 列伝第48